# غاليانو كاستلفيراتو
غليانة أو غاليانو كاستلفيراتو (بالإيطالية: Gagliano Castelferrato)‏ هي بلدية في مقاطعة إنا في صقلية الإيطالية.

## السكان
في سنة 1861 بلغ عدد السكان 3٬861 نسمة، وتطور العدد ليصل في سنة 2011 لـ 3٬722 نسمة.
يظهر هذا المخطط البياني تطور النمو السكاني لـ غاليانو كاستلفيراتو

## توأمة
لغاليانو كاستلفيراتو اتفاقيات توأمة مع:
- سان ماركو دالونزيو